# Copa Presidente de la AFC 2012
La Copa Presidente de la AFC 2012 es la octava edición de la Copa Presidente de la AFC, un torneo de fútbol organizado por la Confederación Asiática de Fútbol para clubes de "países emergentes" de Asia. En esta edición participaron doce equipos de doce federaciones diferentes.
El Istiqlol de Tayikistán venció en la final al Markaz Shabab Al-Am'ari de Palestina para lograr el título por primera ocasión.

## Participantes por asociación
| Zona Oeste Asiático | Zona Oeste Asiático    | Zona Oeste Asiático  | Zona Oeste Asiático  | Zona Oeste Asiático  | Zona Oeste Asiático | Zona Oeste Asiático | Zona Oeste Asiático |
| Asociación          | Asociación             | AFC Champions League | AFC Champions League | AFC Champions League | AFC Cup             | AFC Cup             | AFC President's Cup |
| Asociación          | Asociación             | Fase de Grupos       | Ronda Play-Off       | Ronda Previa         | Fase de Grupos      | Ronda Play-Off      | Fase de Grupos      |
| ------------------- | ---------------------- | -------------------- | -------------------- | -------------------- | ------------------- | ------------------- | ------------------- |
| 1                   | Catar                  | 4                    |                      |                      |                     |                     |                     |
| 2                   | Arabia Saudíta         | 3                    | 1                    |                      |                     |                     |                     |
| 3                   | Emiratos Árabes Unidos | 3                    | 1                    |                      |                     |                     |                     |
| 4                   | Uzbekistán             | 3                    | 1                    |                      |                     |                     |                     |
| 5                   | Irán                   | 2                    |                      | 2                    |                     |                     |                     |
| 6                   | Kuwait                 |                      |                      |                      | 2+1                 |                     |                     |
| 7                   | Jordania               |                      |                      |                      | 2                   |                     |                     |
| 8                   | Siria                  |                      |                      |                      | 2                   |                     |                     |
| 9                   | Irak                   |                      |                      |                      | 2                   |                     |                     |
| 10                  | Baréin                 |                      |                      |                      | 0                   |                     |                     |
| 11                  | Omán                   |                      |                      |                      | 2                   |                     |                     |
| 12                  | Líbano                 |                      |                      |                      | 2                   |                     |                     |
| 13                  | India                  |                      |                      |                      | 2                   |                     |                     |
| 14                  | Maldivas               |                      |                      |                      | 1                   | 1                   |                     |
| 15                  | Yemen                  |                      |                      |                      | 1                   | 1                   |                     |
| 16                  | Kirguistán             |                      |                      |                      |                     |                     | 1                   |
| 17                  | Nepal                  |                      |                      |                      |                     |                     | 1                   |
| 18                  | Pakistán               |                      |                      |                      |                     |                     | 1                   |
| 19                  | Palestina              |                      |                      |                      |                     |                     | 1                   |
| 20                  | Sri Lanka              |                      |                      |                      |                     |                     | 1                   |
| 21                  | Tayikistán             |                      |                      |                      |                     |                     | 1                   |
| 22                  | Turkmenistán           |                      |                      |                      |                     |                     | 1                   |
| 23                  | Afganistán             |                      |                      |                      |                     |                     | 0                   |
| Total Participantes | Total Participantes    | 15                   | 3                    | 2                    | 17+2                | 2                   | 7                   |
| Total Participantes | Total Participantes    | 20                   | 20                   | 20                   | 21                  | 21                  | 7                   |

- Jordania, Irak, Omán, India, Yemen, Pakistán, Palestina y Tayikistán hicieron una petición para la Liga de Campeones de la AFC pero no tenían las licencias requeridas
- Un cupo de fase de grupos de la AFC de Uzbekistán fue movido a la Zona Este
- Los dos perdedores de la ronda de play-off de la Liga de Campeones de la AFC pasaron a la fase de grupos de la AFC
- Kuwait tuvo 1 cupo extra en la fase de grupos de la Copa AFC debido a que tenían al campeón vigente
- Baréin tenía cupos para la Copa AFC pero desistió su participación
- Afganistán era elegible para la Copa Presidente de la AFC pero desistió su participación

| Zona Este Asiático  | Zona Este Asiático  | Zona Este Asiático   | Zona Este Asiático   | Zona Este Asiático   | Zona Este Asiático | Zona Este Asiático | Zona Este Asiático  |
| Asociación          | Asociación          | AFC Champions League | AFC Champions League | AFC Champions League | AFC Cup            | AFC Cup            | AFC President's Cup |
| Asociación          | Asociación          | Fase de Grupos       | Ronda Play-Off       | Ronda Previa         | Fase de Grupos     | Ronda Play-Off     | Fase de Grupos      |
| ------------------- | ------------------- | -------------------- | -------------------- | -------------------- | ------------------ | ------------------ | ------------------- |
| 1                   | Japón               | 4                    |                      |                      |                    |                    |                     |
| 2                   | República de Corea  | 3                    | 1                    |                      |                    |                    |                     |
| 3                   | China               | 3                    |                      | 1                    |                    |                    |                     |
| 4                   | Australia           | 2                    | 1                    |                      |                    |                    |                     |
| 5                   | Tailandia           | 1                    | 1                    |                      |                    |                    |                     |
| 6                   | Vietnam             |                      |                      |                      | 2                  |                    |                     |
| 7                   | Indonesia           |                      |                      | 1                    | 1                  |                    |                     |
| 8                   | Singapur            |                      |                      |                      | 2                  |                    |                     |
| 9                   | Hong Kong           |                      |                      |                      | 2                  |                    |                     |
| 10                  | Malasia             |                      |                      |                      | 1                  | 1                  |                     |
| 11                  | Birmania            |                      |                      |                      | 1                  | 1                  |                     |
| 12                  | Bután               |                      |                      |                      |                    |                    | 1                   |
| 13                  | Camboya             |                      |                      |                      |                    |                    | 1                   |
| 14                  | Mongolia            |                      |                      |                      |                    |                    | 1                   |
| 15                  | Taiwán              |                      |                      |                      |                    |                    | 1                   |
| 16                  | Bangladés           |                      |                      |                      |                    |                    | 0                   |
| 17                  | Brunéi Darussalam   |                      |                      |                      |                    |                    | 0                   |
| 18                  | Filipinas           |                      |                      |                      |                    |                    | 0                   |
| 19                  | Guam                |                      |                      |                      |                    |                    | 0                   |
| 20                  | Laos                |                      |                      |                      |                    |                    | 0                   |
| 21                  | Macao               |                      |                      |                      |                    |                    | 0                   |
| 22                  | RPD Corea           |                      |                      |                      |                    |                    | 0                   |
| 23                  | Timor Oriental      |                      |                      |                      |                    |                    | 0                   |
| Total Participantes | Total Participantes | 13                   | 3                    | 2                    | 9+1                | 2                  | 4                   |
| Total Participantes | Total Participantes | 18                   | 18                   | 18                   | 12                 | 12                 | 4                   |

- Tailandia hizo una petición para la Liga de Campeones de la AFC y fue aceptada
- Malasia y Birmania hicieron una petición para la Liga de Campeones de la AFC pero no tenían las licencias requeridas
- Singapur retiró su petición para la Liga de Campeones de la AFC
- Vietnam fue descalificado en su petición para la Liga de Campeones de la AFC
- El equipo de China de la ronda previa se retiró
- Solo un perdedor de la ronda de play-off de la Liga de Campeones de la AFC pasó a la fase de grupos de la AFC
- Malasia y Birmania subieron una ronda en la Copa AFC debido al retiro del equipo de China
- Birmania fue promovido de la Copa Presidente de la AFC a la Copa AFC en esta temporada
- Bangladés, Brunéi Darussalam, Filipinas, Guam, Laos, Macao, RPD Corea y Timor Oriental eran elegibles para la Copa Presidente de la AFC pero desistieron su participación

## Sedes
| Dushanbe                   | Phnom Penh        | Lahore            |
| -------------------------- | ----------------- | ----------------- |
| Central Republican Stadium | Olympic Stadium   | Punjab Stadium    |
| Capacidad: 20,000          | Capacidad: 70,000 | Capacidad: 10,000 |
|                            |                   |                   |

## Equipos participantes
Las doce siguientes federaciones están representadas en la edición del torneo.
| Asociación   | Club                    | Modo de clasificación                                      | Particip. | Última particip. |
| ------------ | ----------------------- | ---------------------------------------------------------- | --------- | ---------------- |
| Bangladés    | Sheikh Jamal            | Campeón de la Liga de Bangladés 2010–11                    | 1.ª       | ninguna          |
| Bután        | Yeedzin                 | Campeón de la A-Division 2010 (no se disputó liga en 2011) | 3.ª       | 2011             |
| Camboya      | Phnom Penh Crown        | Campeón de la Liga de Camboya 2011                         | 4.ª       | 2011             |
| China Taipéi | Taiwan Power CompanyVC  | Campeón de la Intercity Football League 2011               | 5.ª       | 2011             |
| Kirguizistán | Dordoi Bishkek          | Campeón de la Liga de Kirguizistán 2011                    | 7.ª       | 2010             |
| Mongolia     | Erchim                  | Campeón de la Supercopa de Mongolia 2011                   | 1.ª       | ninguna          |
| Nepal        | Nepal Police Club       | Campeón de la Liga Nacional de Nepal 2011–12               | 5.ª       | 2011             |
| Pakistán     | KRL                     | Campeón de la Premier League de Pakistán 2011              | 2.ª       | 2010             |
| Palestina    | Markaz Shabab Al-Am'ari | Campeón de la West Bank Premier League 2010–11             | 1.ª       | ninguna          |
| Sri Lanka    | Ratnam                  | Campeón de la Kit Premier League 2011–12                   | 4.ª       | 2008             |
| Tayikistán   | Istiqlol                | Campeón de la Liga de Tayikistán 2011                      | 2.ª       | 2011             |
| Turkmenistán | Balkan                  | Campeón de la Ýokary Liga 2011                             | 2.ª       | 2011             |

Notas
- Mongolia envió su solicitud para la Copa Presidente 2012,[3] y fue aprobada por la AFC en noviembre de 2011,[2] por lo que debuta en la competición.[4]
- Myanmar envió su solicitud para participar en la Copa de la AFC 2012,[5] y fue aprobada por la AFC en noviembre de 2011.[2]
- VC Vigente campeón

## Fase de grupos
En la fase de grupos, los doce equipos fueron divididos en tres grupos de cuatro equipos cada uno. Cada grupo se jugó en un formato de partido único en un lugar previamente dispuesto. Los dos mejores equipos de cada grupo se clasificaba para la fase final. Los equipos se clasifican según los puntos obtenidos (3 puntos por victoria, 1 punto por empate, 0 puntos por derrota) y, en caso de empate, se clasifican los equipos en el siguiente orden:
1. Mayor número de puntos obtenidos en los partidos de grupo entre los equipos en cuestión;
2. Diferencia de goles resultante de los partidos de grupo entre los equipos en cuestión;
3. Mayor número de goles marcados en los partidos de grupo entre los equipos en cuestión;
4. Diferencia de goles en todos los partidos de grupo;
5. Mayor número de goles marcados en todos los partidos de grupo;
6. Lanzamientos de penalti si los dos equipos están involucrados y ambos están en el terreno de juego;
7. Menos puntuación calculada en función del número de tarjetas amarillas y rojas recibidas en los partidos de grupo; (1 punto por cada tarjeta amarilla, 3 puntos por cada tarjeta roja como consecuencia de dos tarjetas amarillas, 3 puntos por cada tarjeta roja directa, 4 puntos por cada tarjeta amarilla seguida de una tarjeta roja directa);
8. Sorteo.

El 2 de marzo de 2012, la AFC anunció que los tres anfitriones de la ronda clasificatoria eran el Phnom Penh Crown (Camboya), KRL (Pakistán) e Istiqlol (Tayikistán). El sorteo de la fase de grupos se realizó en la sede de la AFC en Kuala Lumpur, Malasia, el 6 de marzo de 2012 a las 15:00 horas UTC +08:00.

### Grupo A
- Todos los partidos disputados en Pakistán.
- Los horarios son UTC+05:00.

| Pos. | Equipo               | Pts. | PJ | G | E | P | GF | GC | Dif. | Clasificación |
| ---- | -------------------- | ---- | -- | - | - | - | -- | -- | ---- | ------------- |
| 1    | Taiwan Power Company | 4    | 2  | 1 | 1 | 0 | 1  | 0  | +1   | Ronda final   |
| 2    | KRL (H)              | 2    | 2  | 0 | 2 | 0 | 0  | 0  | 0    | Ronda final   |
| 3    | Erchim               | 1    | 2  | 0 | 1 | 1 | 0  | 1  | −1   |               |
| 4    | Sheikh Jamal         | 0    | 0  | 0 | 0 | 0 | 0  | 0  | 0    |               |

 Fuente: 
Notas:
1. ↑  Sheikh Jamal abandonó el torneo,[9] citando problemas relacionados con la seguridad al jugar en Pakistán.[10]

| 8 de mayo de 2012 | KRL | 0 – 0   | Erchim | Punjab Stadium, Lahore                           |                                                  |
|                   |     | Reporte |        | Asistencia: 500 espectadores Árbitro(s): Wang Di | Asistencia: 500 espectadores Árbitro(s): Wang Di |

| 10 de mayo de 2012 | Erchim | 0 – 1   | Taipower          | Punjab Stadium, Lahore                                |                                                       |
|                    |        | Reporte | Chen Yi-wei 90+3' | Asistencia: 250 espectadores Árbitro(s): Nivon Robesh | Asistencia: 250 espectadores Árbitro(s): Nivon Robesh |

| 12 de mayo de 2012 | KRL | 0 – 0   | Taipower | Punjab Stadium, Lahore                                    |                                                           |
|                    |     | Reporte |          | Asistencia: 500 espectadores Árbitro(s): Masoud Tufaylieh | Asistencia: 500 espectadores Árbitro(s): Masoud Tufaylieh |

### Grupo B
- Todos los partidos disputados en Camboya.
- Los horarios son UTC+07:00.

| Pos. | Equipo               | Pts. | PJ | G | E | P | GF | GC | Dif. | Clasificación |
| ---- | -------------------- | ---- | -- | - | - | - | -- | -- | ---- | ------------- |
| 1    | Dordoi Bishkek       | 9    | 3  | 3 | 0 | 0 | 17 | 3  | +14  | Ronda final   |
| 2    | Phnom Penh Crown (H) | 6    | 3  | 2 | 0 | 1 | 9  | 1  | +8   | Ronda final   |
| 3    | Nepal Police Club    | 3    | 3  | 1 | 0 | 2 | 5  | 6  | −1   |               |
| 4    | Yeedzin              | 0    | 3  | 0 | 0 | 3 | 2  | 23 | −21  |               |

 Fuente: 
| 5 de mayo de 2012 | Phnom Penh Crown                                                                          | 8 – 0   | Yeedzin | Olympic Stadium, Phnom Penh                            |                                                        |
|                   | Sokumpheak 20' · Borey 26' 41' 66' · Sothy 54' · Suhana 61' · S. Pheng 76' · H. Pheng 85' | Reporte |         | Asistencia: 3.000 espectadores Árbitro(s): Jumpei Iida | Asistencia: 3.000 espectadores Árbitro(s): Jumpei Iida |

| 5 de mayo de 2012 | Dordoi Bishkek                                     | 5 – 1   | Nepal Police Club   | Olympic Stadium, Phnom Penh                                 |                                                             |
|                   | Murzaev 3', 14', 63' · Sharipov 12' · Baymatov 70' | Reporte | Pandey 45+1' (pen.) | Asistencia: 3.000 espectadores Árbitro(s): Fahad Al-Mirdasi | Asistencia: 3.000 espectadores Árbitro(s): Fahad Al-Mirdasi |

| 7 de mayo de 2012 | Yeedzin                      | 2 – 11  | Dordoi Bishkek                                                                                              | Olympic Stadium, Phnom Penh                                                 |                                                                             |
|                   | Chencho 40' · Tshering 90+2' | Reporte | Murzaev 18' 27' 62' 81' 87' · Askarov 39' · Tetteh 45' · Maka Kum 59' · Anderson 64' 70' · Bekbolotov 90+1' | Asistencia: 978 espectadores Árbitro(s): Nagor Amir Noor Mohamed (Malaysia) | Asistencia: 978 espectadores Árbitro(s): Nagor Amir Noor Mohamed (Malaysia) |

| 7 de mayo de 2012 | Nepal Police Club | 0 – 1   | Phnom Penh Crown | Olympic Stadium, Phnom Penh                                |                                                            |
|                   |                   | Reporte | Borey 21'        | Asistencia: 3.500 espectadores Árbitro(s): Khamis Al Marri | Asistencia: 3.500 espectadores Árbitro(s): Khamis Al Marri |

| 9 de mayo de 2012 | Nepal Police Club                         | 4 – 0   | Yeedzin | Olympic Stadium, Phnom Penh                            |                                                        |
|                   | Silwal 2' 71' · Shrestha 37' · Pandey 49' | Reporte |         | Asistencia: 1.500 espectadores Árbitro(s): Jumpei Iida | Asistencia: 1.500 espectadores Árbitro(s): Jumpei Iida |

| 9 de mayo de 2012 | Phnom Penh Crown | 0 – 1   | Dordoi Bishkek      | Olympic Stadium, Phnom Penh                              |                                                          |
|                   |                  | Reporte | Baymatov 90' (pen.) | Asistencia: 5.531 espectadores Árbitro(s): Sukhbir Singh | Asistencia: 5.531 espectadores Árbitro(s): Sukhbir Singh |

### Grupo C
- Todos los partidos disputados en Tayikistán.
- Los horarios son UTC+05:00.

| Pos. | Equipo                  | Pts. | PJ | G | E | P | GF | GC | Dif. | Clasificación |
| ---- | ----------------------- | ---- | -- | - | - | - | -- | -- | ---- | ------------- |
| 1    | Istiqlol (H)            | 6    | 2  | 2 | 0 | 0 | 3  | 1  | +2   | Ronda final   |
| 2    | Markaz Shabab Al-Am'ari | 3    | 2  | 1 | 0 | 1 | 2  | 2  | 0    | Ronda final   |
| 3    | Balkan                  | 0    | 2  | 0 | 0 | 2 | 2  | 4  | −2   |               |
| 4    | Ratnam                  | 0    | 0  | 0 | 0 | 0 | 0  | 0  | 0    |               |

 Fuente: 
Notas:
1. ↑  Ratnam abandonó el torneo.[11]

| 5 de mayo de 2012 | Balkan       | 1 – 2   | Markaz Shabab Al-Am'ari     | Central Republican Stadium, Dusambé                        |                                                            |
|                   | Çoňkaýew 32' | Reporte | Kaware 59' · Keshkesh 90+2' | Asistencia: 2.000 espectadores Árbitro(s): Shahzad Khurram | Asistencia: 2.000 espectadores Árbitro(s): Shahzad Khurram |

| 7 de mayo de 2012 | Markaz Shabab Al-Am'ari | 0 – 1   | Istiqlol     | Central Republican Stadium, Dusambé                |                                                    |
|                   |                         | Reporte | Ergashev 75' | Asistencia: 7.000 espectadores Árbitro(s): Ma Ning | Asistencia: 7.000 espectadores Árbitro(s): Ma Ning |

| 9 de mayo de 2012 | Istiqlol                       | 2 – 1   | Balkan      | Central Republican Stadium, Dusambé                       |                                                           |
|                   | Rabiev 41' · Vasiev 79' (pen.) | Reporte | Diwanow 66' | Asistencia: 9.000 espectadores Árbitro(s): Yudai Yamamoto | Asistencia: 9.000 espectadores Árbitro(s): Yudai Yamamoto |

## Fase final
La fase final del campeonato se jugó en un lugar previamente escogido entre los equipos clasificados. Los seis equipos que se clasificaron para la fase final se dividieron en dos grupos de tres equipos cada uno, jugándose a partido único. El ganador de cada grupo se clasificaba para la final de un solo partido para decidir el título, con prórroga y penaltis para determinar el ganador, si fuese necesario en caso de empate.
El Phnom Penh Crown (Camboya), Istiqlol (Tayikistán) y el Dordoi Bishkek (Kirguistán) mostraron su interés de organizar la fase final. El 18 de julio de 2012, el Comité de Competiciones de la AFC decidió otorgar los derechos de anfitrión de las finales a Tayikistán, y la decisión fue aprobada por el Comité Ejecutivo de la AFC el 19 de julio de 2012. El sorteo para la fase final se celebró en Dusambé el 31 de julio de 2012 a las 11:00 horas UTC +05:00.

### Grupo A
| Pos. | Equipo           | Pts. | PJ | G | E | P | GF | GC | Dif. | Clasificación |
| ---- | ---------------- | ---- | -- | - | - | - | -- | -- | ---- | ------------- |
| 1    | Istiqlol (H)     | 6    | 2  | 2 | 0 | 0 | 8  | 0  | +8   | Final         |
| 2    | Dordoi Bishkek   | 3    | 2  | 1 | 0 | 1 | 8  | 2  | +6   |               |
| 3    | Phnom Penh Crown | 0    | 2  | 0 | 0 | 2 | 0  | 14 | −14  |               |

 Fuente: 
| 24 de septiembre de 2012 | Dordoi Bishkek | 0 – 2   | Istiqlol                   | Central Republican Stadium, Dusambé                    |                                                        |
|                          |                | Reporte | Ergashev 38' · Sodikov 58' | Asistencia: 5.118 espectadores Árbitro(s): Jumpei Iida | Asistencia: 5.118 espectadores Árbitro(s): Jumpei Iida |

| 26 de septiembre de 2012 | Phnom Penh Crown | 0 – 8   | Dordoi Bishkek                                                                           | Central Republican Stadium, Dusambé                         |                                                             |
|                          |                  | Reporte | Baymatov 5' 72' 90' · Tetteh 8' · Kichin 58' · Anderson 63' · Shamshiev 75' · Sataev 83' | Asistencia: 2.132 espectadores Árbitro(s): Fahad Al-Mirdasi | Asistencia: 2.132 espectadores Árbitro(s): Fahad Al-Mirdasi |

| 28 de septiembre de 2012 | Istiqlol                                                                       | 6 – 0   | Phnom Penh Crown | Central Republican Stadium, Dusambé                        |                                                            |
|                          | Vasiev 26' · Tokhirov 47' · Sharipov 52' · Rabimov 58', 90+1' · Fatkhuloev 76' | Reporte |                  | Asistencia: 9.999 espectadores Árbitro(s): Khamis Al Marri | Asistencia: 9.999 espectadores Árbitro(s): Khamis Al Marri |

### Grupo B
| Pos. | Equipo                  | Pts. | PJ | G | E | P | GF | GC | Dif. | Clasificación |
| ---- | ----------------------- | ---- | -- | - | - | - | -- | -- | ---- | ------------- |
| 1    | Markaz Shabab Al-Am'ari | 4    | 2  | 1 | 1 | 0 | 6  | 2  | +4   | Final         |
| 2    | Taipower                | 4    | 2  | 1 | 1 | 0 | 4  | 2  | +2   |               |
| 3    | KRL                     | 0    | 2  | 0 | 0 | 2 | 2  | 8  | −6   |               |

 Fuente: 
| 24 de septiembre de 2012 | Taipower        | 1 – 1   | Markaz Shabab Al-Am'ari | Central Republican Stadium, Dusambé                     |                                                         |
|                          | Chen Yi-wei 87' | Reporte | Keshkesh 62'            | Asistencia: 2.078 espectadores Árbitro(s): Nivon Robesh | Asistencia: 2.078 espectadores Árbitro(s): Nivon Robesh |

| 26 de septiembre de 2012 | KRL      | 1 – 3   | Taipower                                   | Central Republican Stadium, Dusambé                         |                                                             |
|                          | Adil 88' | Reporte | Ho Ming-tsan 55' 58' · Huang Kai-jun 90+4' | Asistencia: 1.565 espectadores Árbitro(s): Masoud Tufaylieh | Asistencia: 1.565 espectadores Árbitro(s): Masoud Tufaylieh |

| 28 de septiembre de 2012 | Markaz Shabab Al-Am'ari                        | 5 – 1   | KRL            | Central Republican Stadium, Dusambé                    |                                                        |
|                          | Jamhour 41' 61' · Obeid 54' 56' · Aliwisat 70' | Reporte | Saad Ullah 40' | Asistencia: 1.782 espectadores Árbitro(s): Jumpei Iida | Asistencia: 1.782 espectadores Árbitro(s): Jumpei Iida |

## Final
| 30 de septiembre de 2012 | Markaz Shabab Al-Am'ari | 1 – 2   | Istiqlol                  | Central Republican Stadium, Dusambé                          |                                                              |
|                          | Keshkesh 21'            | Reporte | Ergashev 69' · Vasiev 78' | Asistencia: 19.323 espectadores Árbitro(s): Fahad Al-Mirdasi | Asistencia: 19.323 espectadores Árbitro(s): Fahad Al-Mirdasi |

| Markaz Shabab Al-Am'ari | Istiqlol |

| ARQ             | 1  | Abdullah Saidawi    |       |     |
| DEF             | 5  | Khaled Mahdi        |       |     |
| DEF             | 7  | Ahmed Salama        |       |     |
| MED             | 8  | Ayed Jamhour        | 77'   |     |
| DEL             | 9  | Jamal Aliwisat      |       |     |
| MED             | 14 | Ma'aly Kaware       | 90+4' |     |
| MED             | 18 | Mahmoud Shaikhqasem |       |     |
| DEF             | 21 | Nour Owda           |       |     |
| DEL             | 22 | Ahmed Keshkesh      |       |     |
| DEF             | 27 | Hamza Zoubi         |       |     |
| MED             | 45 | Suleiman Obeid      |       | 73' |
| Substituciones  |    |                     |       |     |
| MED             | 19 | Adham Arar          |       | 73' |
| Entrenador      |    |                     |       |     |
| Raed Juma'Assaf |    |                     |       |     |

| ARQ              | 1  | Alisher Tuychiev     |     |     |
| DEF              | 3  | Sokhib Suvonkulov    |     |     |
| DEF              | 4  | Eradj Rajabov        |     |     |
| MED              | 5  | Mahmadali Sodikov    |     | 46' |
| DEF              | 6  | Davron Ergashev      |     |     |
| MED              | 9  | Nuriddin Davronov    |     |     |
| MED              | 10 | Jakhongir Jalilov    | 9'  |     |
| DEL              | 12 | Yusuf Rabiev         |     | 46' |
| MED              | 17 | Dilshod Vasiev       |     |     |
| MED              | 18 | Fatkhullo Fatkhuloev | 54' |     |
| DEL              | 25 | Farkhod Tokhirov     |     | 81' |
| Substituciones   |    |                      |     |     |
| MED              | 7  | Ibrahim Rabimov      |     | 46' |
| MED              | 23 | Alexander Frank      |     | 46' |
| MED              | 24 | Umedzhon Sharipov    | 90' | 81' |
| Entrenador       |    |                      |     |     |
| Nikola Kavazović |    |                      |     |     |

## Campeón
|                      |
| Istiqlol 1.er título |

## Goleadores
| # | Jugador         | Club                    | Fase de grupos | Fase final | Total |
| - | --------------- | ----------------------- | -------------- | ---------- | ----- |
| 1 | Mirlan Murzayev | Dordoi Bishkek          | 8              |            | 8     |
| 2 | Azamat Baymatov | Dordoi Bishkek          | 2              | 3          | 5     |
| 3 | Khim Borey      | Phnom Penh Crown        | 4              |            | 4     |
| 4 | Anderson        | Dordoi Bishkek          | 2              | 1          | 3     |
| 4 | Davron Ergashev | Istiqlol                | 1              | 2          | 3     |
| 4 | Dilshod Vasiev  | Istiqlol                | 1              | 2          | 3     |
| 4 | Ahmed Keshkesh  | Markaz Shabab Al-Am'ari | 1              | 2          | 3     |